# مارثا ريبلي
مارثا ريبلي (بالإنجليزية: Martha Ripley)‏ هي طبيبة توليد ‏ وطبيبة أمريكية، ولدت في 30 نوفمبر 1843 في لويل في الولايات المتحدة، وتوفيت في 1912.